# 천의 (드라마)
《천의》(중국어: 天意, 병음: Tién Yì 톈이[*])는 중국의 드라마이다.